# 芝兰桥

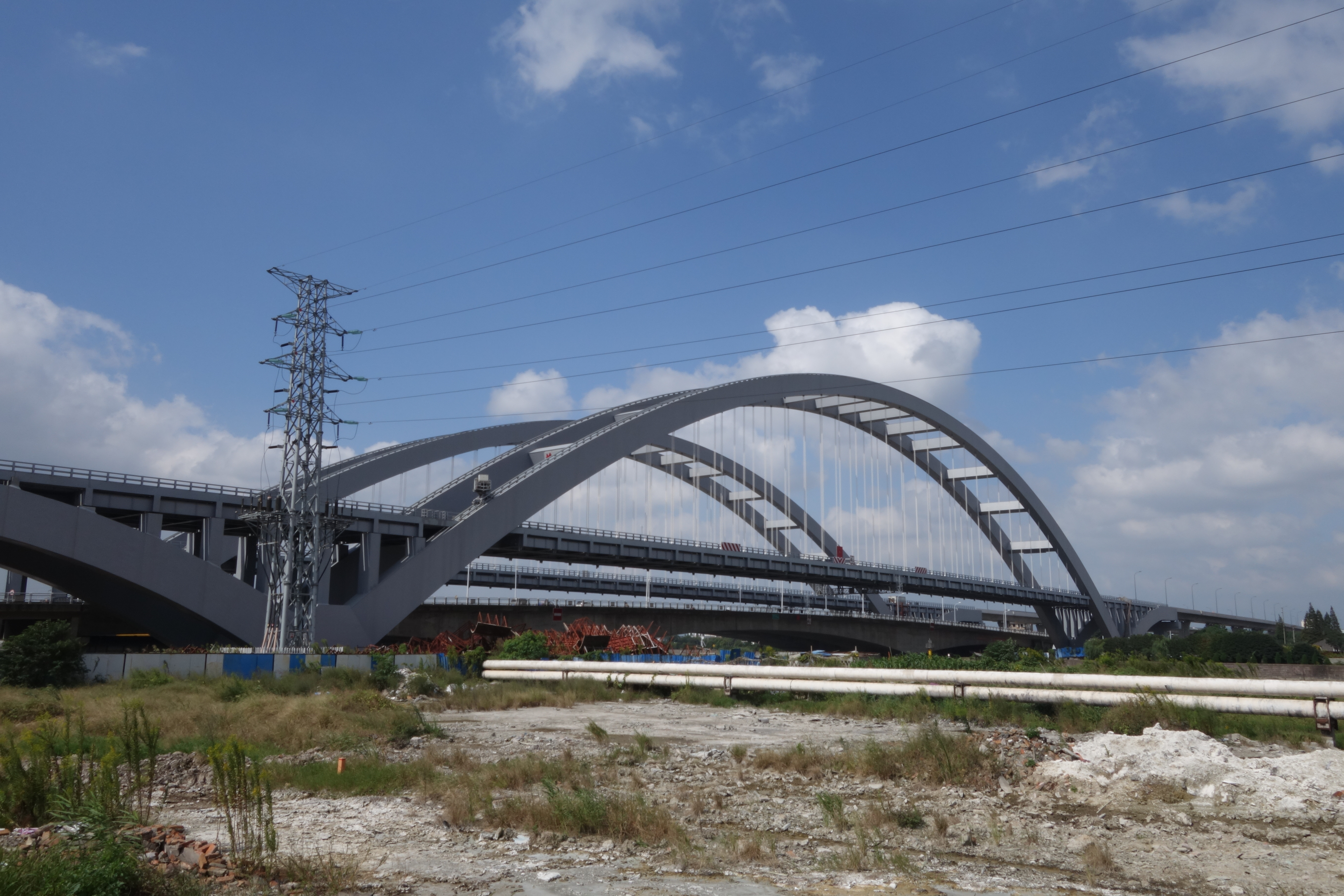
芝兰桥，上为高架道路桥，下为地面道路桥

芝兰桥是浙江省宁波市一座跨奉化江桥梁，原名南外环大桥，后根据古芝兰堰旧址定名为芝兰桥。地面道路桥长590米，宽41米，2004年5月通车，连接海曙区的段塘街道和鄞州区的钟公庙街道，为三跨双幅钢筋混凝土变截面连续梁结构。，高架道路桥为两座桥，全长370米，主跨260米，为钢箱拱桥，2012年12月19日主体完工，2015年3月31日随环城南路高架（环城南路至广德湖北路段）通车。